# Атлантическая сайра
Атлантическая сайра, или атлантическая макрелещука, или атлантическая скумбрещука (лат. Scomberesox saurus) — вид лучепёрых рыб семейства макрелещуковых (Scombresocidae).
Представители этого вида отличаются сильно вытянутыми в виде клюва челюстями, очень мелкими зубами, вытянутым телом и присутствием позади спинного и анального плавников ряда дополнительных маленьких плавничков (как у тунца, макрели и других). Имеет длину 30—40 см, сверху темно-синего цвета, на боках светлее с зеленым оттенком; бока головы и нижняя сторона блестящего серебристого цвета; плавники бледно-бурые.
Водится в Атлантическом океане как в Северном, так и в Южном полушарии, достигая высокой численности у берегов Великобритании, и в Средиземном море. Встречаются в Индийском и Тихом океанах. Мясо съедобное.